# Batemannia armillata
Batemannia armillata es una especie de orquídeas epifita originaria de Sudamérica.

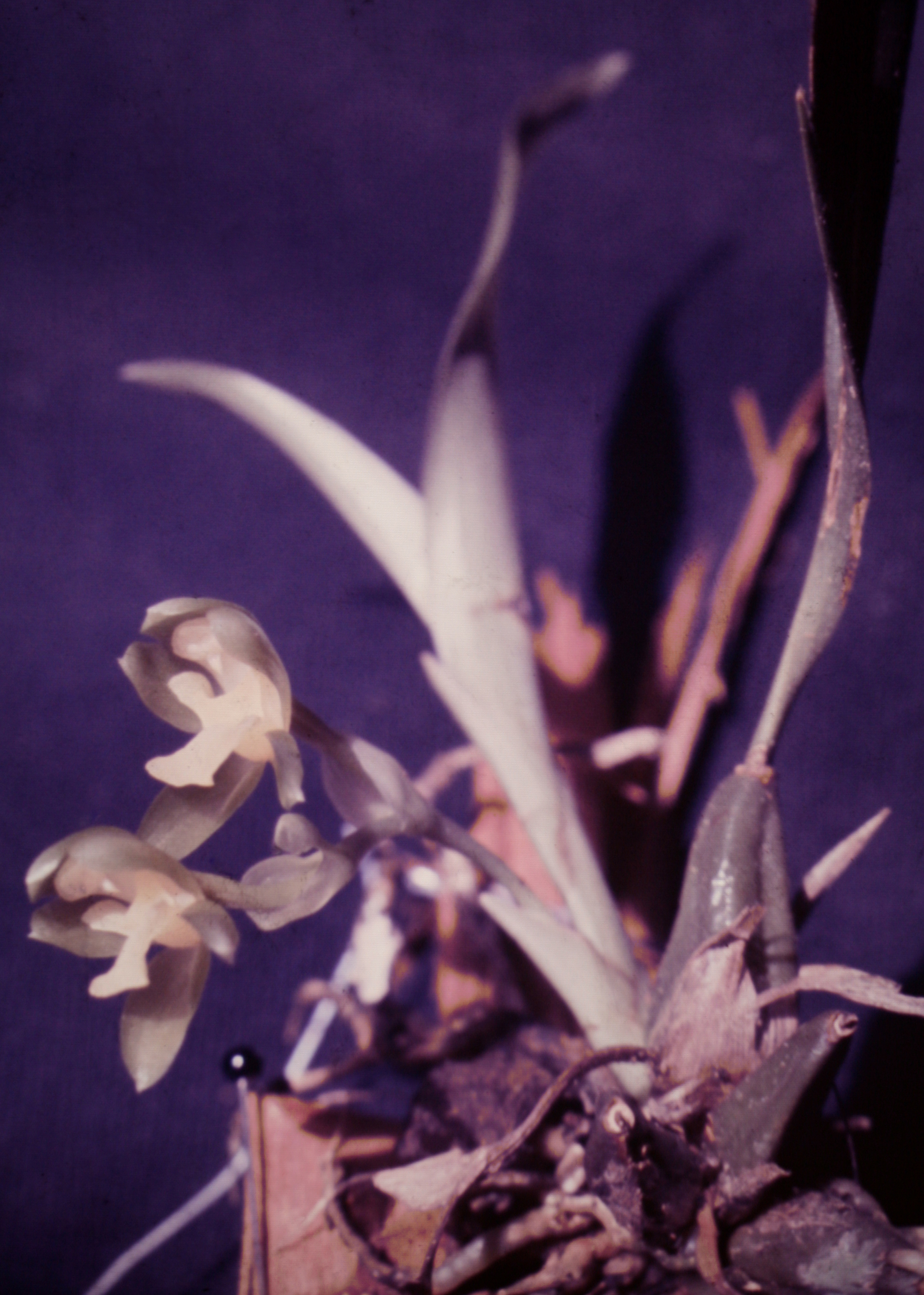
Vista de la planta

## Descripción
Es una orquídea de tamaño pequeño, que prefiere clima frío a cálido, con crecimiento epífita, con pseudobulbos cespitosos, comprimido lateralmente, ligeramente inclinados, ovoides, agrupados, de color brillante  verde envuelto basalmente por 2-3 pares de vainas escariosas y que llevan 2 pares de hojas, elíptico-lanceoladas, gruesas, agudas, hojas de base poco pecioladas. Florece en la primavera y el verano en una inflorescencia péndular de 20 cm de largo, con 3-6 flores, inflorescencia racemosa con fragantes flores de cera.

## Distribución
Se encuentra en Colombia, Ecuador y Perú a una altitud de 300 a 700 metros.

## Taxonomía
Batemannia armillata fue descrita por Heinrich Gustav Reichenbach y publicado en The Gardeners' Chronicle & Agricultural Gazette 3: 780. 1875.
Etimología
Batemannia: nombre genérico otorgado en honor del botánico inglés James Bateman, que publicó varios libros y artículos sobre las orquídeas.
Sinónimos
- Zygopetalum chloranthum Kraenzl.	[3][4]